# 第42飛行隊 (南アフリカ空軍)
第42飛行隊（だい42ひこうたい、42 Squadron SAAF）は、かつて存在した南アフリカ空軍の飛行隊である。1945年1月23日に設立され、2000年に廃止。